# Maxi Pereira
Pour les articles homonymes, voir Pereira.
Maxi Pereira, de son nom complet Victorio Maximiliano Pereira Páez, est un footballeur international uruguayen né le 8 juin 1984 à Montevideo.
Avec 125 matchs internationaux, il est le quatrième joueur le plus capé de l'histoire de l'Uruguay.

## Biographie

### En club
Il rejoint Benfica en 2007 pour une valeur totale de 5,7 millions d'euros. À la fin de la saison 2014-2015, Maxi est en fin de contrat avec les Aigles et ne prolonge pas. Il signe, à la mi-juillet, un contrat de 3 ans + une année supplémentaire en option chez le rival : le FC Porto. En 2018, l'année en option est actionnée et Maxi dispute sa dernière saison (2018-2019) chez les Dragons. Libre de tout contrat à l'été 2019, il fait une pause d'un an et demi pour faire son retour dans le football, et dans son pays, début 2021 en signant au CA Peñarol.

### En sélection
Maxi Pereira commence sa carrière internationale le 26 octobre 2005 lors d'une rencontre amicale contre le Mexique soldée par une défaite 3-1. 
Il découvre sa première compétition lors de la Copa America 2007 où la Céleste se fait battre en demi-finales par le Brésil mais loupe la troisième place en perdant contre le Mexique. Trois ans plus tard, il est convoqué pour disputer la Coupe du monde 2010, les Uruguayens perdent  en demi-finales contre les Pays-Bas sur le score de 3-2. La Copa America 2011 a un bien meilleur goût pour Pereira et l'Uruguay puisque la nation est championne de l'édition. 
Lors de la Coupe des Confédérations 2013, les hommes de Pereira se voient perdre en demi-finales contre le Brésil. Un an plus tard, il est convoqué pour disputer la Coupe du monde 2014 où les Uruguayens seront éliminés en huitièmes de finales par la Colombie sur un doublé de James Rodríguez. Il reçoit le premier carton rouge de la Coupe du monde 2014 à la 90e minute, sur une faute contre Joel Campbell, lors du match de l'Uruguay contre le Costa Rica.
Maxi Pereira participe ensuite à la Copa America 2015 où l'Uruguay est éliminée en quarts-de-finale par le Chili, futur vainqueur de la compétition. Il enchaîne lors de la Copa America 2016, la Celeste sortant durant les phases de poules. Il dispute sa toute dernière compétition lors de la Coupe du monde 2018 en Russie, l'Uruguay est sortie en quarts-de-finale par la France, future championne du monde. Maxi Pereira aura donc participé à trois coupes du monde successives.

## Statistiques

### En sélection nationale
| Saison                | Sélection             | Phases finales                   | Phases finales | Phases finales | Phases finales | Éliminatoires CDM | Éliminatoires CDM | Éliminatoires CDM | Matchs amicaux | Matchs amicaux | Matchs amicaux | Total | Total | Total |
| Saison                | Sélection             | Compétition                      | M              | B              | Pd             | M                 | B                 | Pd                | M              | B              | Pd             | M     | B     | Pd    |
| --------------------- | --------------------- | -------------------------------- | -------------- | -------------- | -------------- | ----------------- | ----------------- | ----------------- | -------------- | -------------- | -------------- | ----- | ----- | ----- |
| 2005-2006             | Uruguay               | -                                | -              | -              | -              | -                 | -                 | -                 | 3              | 0              | 0              | 3     | 0     | 0     |
| 2006-2007             | Uruguay               | Copa América 2007 4e             | 5              | 0              | 1              | -                 | -                 | -                 | 4              | 0              | 0              | 9     | 0     | 1     |
| 2007-2008             | Uruguay               | -                                | -              | -              | -              | 5                 | 0                 | 0                 | 4              | 0              | 0              | 9     | 0     | 0     |
| 2008-2009             | Uruguay               | -                                | -              | -              | -              | 7                 | 0                 | 0                 | 3              | 0              | 0              | 10    | 0     | 0     |
| 2009-2010             | Uruguay               | Coupe du monde 2010 4e           | 7              | 1              | 0              | 3                 | 0                 | 0                 | 2              | 0              | 0              | 12    | 1     | 0     |
| 2010-2011             | Uruguay               | Copa América 2011                | 6              | 0              | 0              | -                 | -                 | -                 | 9              | 0              | 1              | 15    | 0     | 1     |
| 2011-2012             | Uruguay               | -                                | -              | -              | -              | 4                 | 1                 | 1                 | 4              | 0              | 0              | 8     | 1     | 1     |
| 2012-2013             | Uruguay               | Coupe des confédérations 2013 4e | 4              | 0              | 0              | 6                 | 0                 | 0                 | 3              | 0              | 1              | 13    | 0     | 1     |
| 2013-2014             | Uruguay               | Coupe du monde 2014              | 3              | 0              | 0              | 6                 | 1                 | 1                 | 4              | 0              | 0              | 13    | 1     | 1     |
| 2014-2015             | Uruguay               | Copa América 2015                | 4              | 0              | 0              | -                 | -                 | -                 | 8              | 0              | 0              | 12    | 0     | 0     |
| 2015-2016             | Uruguay               | Copa América Centenario          | 3              | 0              | 0              | 4                 | 0                 | 0                 | 3              | 0              | 0              | 10    | 0     | 0     |
| 2016-2017             | Uruguay               | -                                | -              | -              | -              | 4                 | 0                 | 0                 | 2              | 0              | 0              | 6     | 0     | 0     |
| 2017-2018             | Uruguay               | Coupe du monde 2018              | 0              | 0              | 0              | 3                 | 0                 | 0                 | 2              | 0              | 0              | 5     | 0     | 0     |
| Total sur la carrière | Total sur la carrière | Total sur la carrière            | 32             | 1              | 1              | 42                | 2                 | 2                 | 51             | 0              | 2              | 125   | 3     | 5     |

## Palmarès
- Uruguay
  - Vainqueur de la Copa América 2011

- SL Benfica
  - Champion du Portugal en 2010, 2014 et 2015
  - Vice-champion du Portugal en 2011, 2012 et 2013
  - Vainqueur de la Coupe du Portugal en 2014
  - Finaliste en 2013
  - Vainqueur de la Supercoupe du Portugal en 2014
  - Finaliste en 2010
  - Vainqueur de la Coupe de la Ligue portugaise en 2009, 2010, 2011, 2012, 2014 et 2015

- FC Porto
  - Champion du Portugal en 2018
  - Vice-champion du Portugal en 2017 et 2019
  - Finaliste de la Coupe du Portugal en 2016 et 2019
  - Vainqueur de la Supercoupe du Portugal en 2018